# 火の鳥とワシリーサ姫
火の鳥とワシリーサ姫（ひのとりとワシリーサひめ）は、ロシアの民話。アレクサンドル・アファナーシェフの編纂した『ロシア民話集』に収められている。AT分類531。

## あらすじ
王様の家来の猟師が火の鳥の羽根を見つける。彼の馬は災難に遭うから拾わないよう忠告するが、猟師はそれを拾い王様に届ける。王様は猟師に火の鳥を連れてくるよう命令する。猟師が馬に相談すると、馬はトウモロコシを野原に撒くように言う。猟師がその言葉に従うと火の鳥が飛んできて捕まえることができた。火の鳥を王様に見せると、今度はワシリーサ姫を連れてくるよう命令する。猟師が馬に相談すると、馬は食料と金色屋根のテントを準備するように言う。猟師はワシリーサ姫のいる湖につくと、テントを組み立て食べ物を拡げる。ワシリーサ姫がワインに酔って眠ると、猟師はワシリーサ姫を連れて帰る。
ワシリーサ姫は海の底にある花嫁衣装がなければ結婚しないと言う。王様は猟師に花嫁衣装を持ってくるよう命令する。猟師が海につくと馬は蟹を踏みつけ海の底から花嫁衣装を持ってくるよう脅す。蟹は仲間を集めて花嫁衣装を持ってくる。
ワシリーサ姫は猟師が熱湯の中に入らなければ結婚しないと言い出す。王様は猟師に熱湯の中に入るよう命令する。猟師が馬に相談すると、馬は猟師に魔法をかける。猟師が熱湯に入るとハンサムになった。それを見ていた王様は自分も熱湯に入るが死んでしまう。猟師は王様となりワシリーサ姫と結婚した。